# Élections législatives rwandaises de 2024
Les élections législatives rwandaises de 2024 se déroulent le 15 juillet 2024 afin de renouveler les 80 membres de la Chambre des députés du Rwanda.
Initialement prévues pour septembre 2023, les élections sont reportées d'un an par une révision constitutionnelle de manière à les synchroniser avec l'élection présidentielle prévue cette année là.
Le scrutin est dominé par le Front patriotique rwandais (FPR) du président Paul Kagame dans le cadre d'un régime autoritaire. Lui même réélu pour cinq ans, ce dernier conserve la mainmise sur l'assemblée, la quasi totalité des partis autorisés à concourir lui étant affilié.

## Contexte

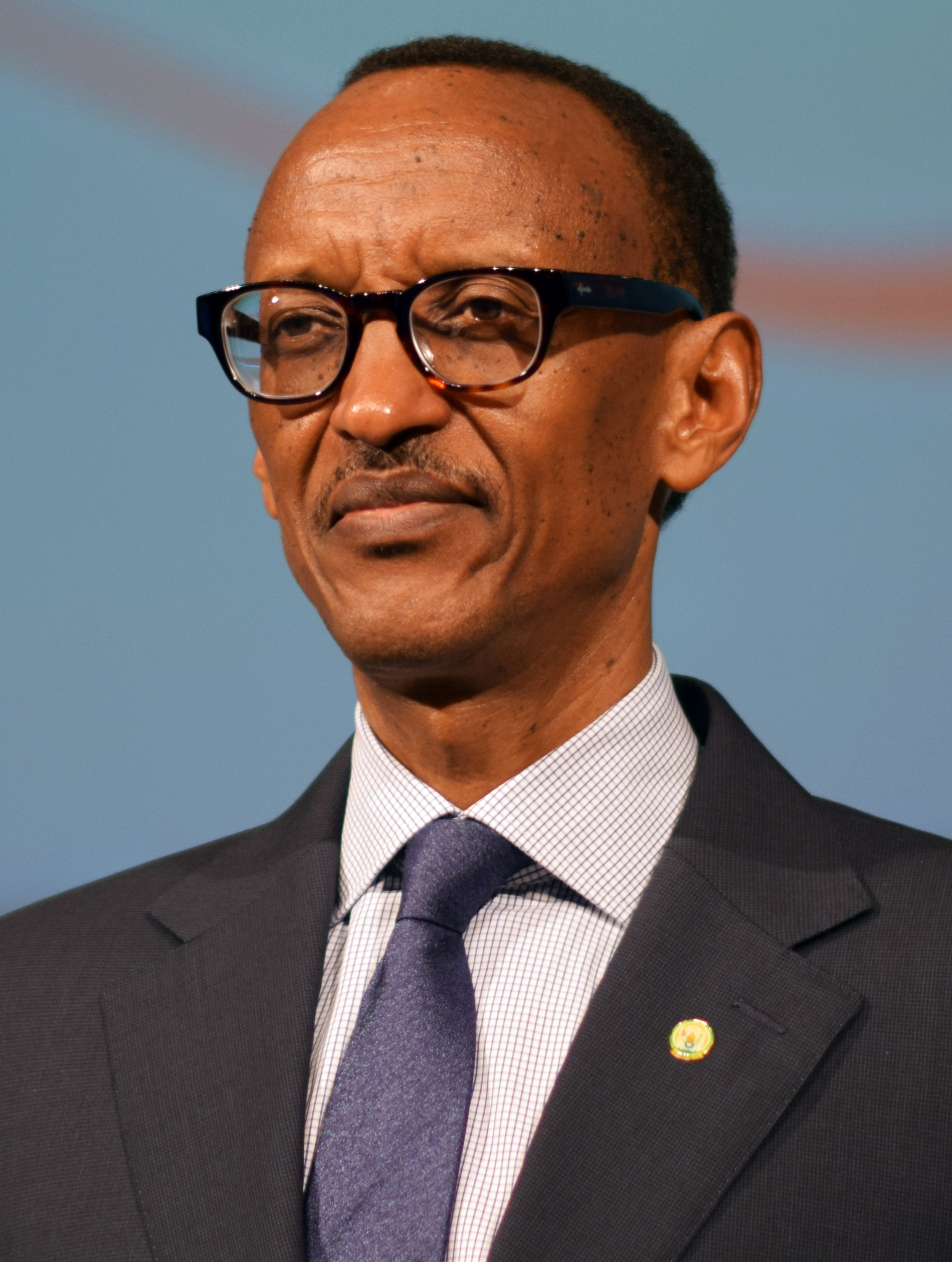
Paul Kagame

Le Rwanda est un régime autoritaire, décrit par L'ONG Freedom House comme « l'un des pays les plus répressifs en Afrique ». Le président Paul Kagame, au pouvoir depuis 1994, dirige un État qualifié de « totalitaire » et « policier » où un réseau d'informateurs empêche toute liberté d'expression, et qui se maintient par la force, réprimant les médias indépendants et les mouvements politiques d'opposition.
À l'exception du Parti vert démocratique, tous les partis politiques sont affiliés au gouvernement, et ne présentent qu'une opposition de façade. Le Front patriotique rwandais, parti du président, exerce ainsi un pouvoir « hégémonique » sur le pays. Plusieurs partis tels que le Parti social-démocrate ne font ainsi pas réellement campagne lors des précédentes élections législatives organisées en septembre 2018, et mettent simplement en avant leur soutien au président Kagame,. Sans surprise, le scrutin est par conséquent remporté par le Front patriotique rwandais (FPR) et ses alliés, qui conservent une très large majorité des membres élus au scrutin direct. Le Parti vert démocratique du Rwanda, seul parti d'opposition toléré, remporte deux sièges.
Réélu à trois reprises en 2003, 2010 et 2017, Kagame rend publique fin 2022 son intention de se représenter en 2024 pour un nouveau mandat. Modifiée par référendum en 2015 afin de lui permettre de se maintenir au pouvoir, la constitution prévoit à cette occasion le passage du septennat au quinquennat, tout en remettant à zéro le compteur du nombre de mandats présidentiels, théoriquement limités à deux,.
Les élections législatives sont initialement prévues en septembre 2023 au terme du mandat de cinq ans des députés. Fin mars 2023, cependant, Paul Kagame fait part lors d'un conseil des ministres de sa volonté de reporter le scrutin de manière à synchroniser les législatives avec l'élection présidentielle prévue en août 2024. Les ministres approuvent immédiatement sa décision, qu'il justifie par le besoin de réduire le temps et les coûts consacrés aux scrutins, afin de ne plus dépendre du financement des donateurs pour leur organisation. Le gouvernement estime alors ces économies à six milliards de Franc rwandais, soit environ 4,6 millions d'euros. Une révision constitutionnelle visant à mettre en œuvre ces changements en amendant 20 articles de la Constitution de 2003 est présentée par la Chambre des députés au Sénat, qui vote le texte le 2 juin 2023. Le mandat des députés est ainsi prorogé de plus d'un an. Courant décembre 2023, les élections sont finalement fixées au 15 juillet 2024, avec une période de campagne officielle du 22 juin au 12 juillet.

## Mode de scrutin
La chambre des députés est la chambre basse du parlement bicaméral du Rwanda. Elle est composée de 80 sièges pourvus pour cinq ans, dont 53 au scrutin proportionnel plurinominal avec liste bloquées dans une unique circonscription nationale. Après décompte des voix, les sièges sont répartis selon la méthode dite du plus fort reste entre tous les partis ou candidats indépendants ayant franchi le seuil électoral de 5 % des suffrages exprimés.
Sur les 27 sièges restants, 24 sont réservés à des femmes et pourvus au scrutin indirect par les conseillers municipaux et régionaux des quatre provinces rwandaises et de la capitale Kigali, 2 sont élus par le Conseil national de la jeunesse et le dernier par la Fédération des associations des handicapés. Ces 27 membres élus au scrutin indirect ne doivent appartenir à aucun parti politique.

## Résultats
|                                      |                                              |                                  |                                  |                                  |                                  |        |               |  |  |
| Parti                                | Parti                                        | Parti                            | Voix                             | %                                | +/-                              | Sièges | +/-           |  |  |
|                                      |                                              |                                  |                                  |                                  |                                  |        |               |  |  |
| Coalition Front patriotique rwandais | Coalition Front patriotique rwandais         | 6 126 433                        | 68,83                            | 5,12                             | 37                               | 3      |               |  |  |
|                                      | Front patriotique rwandais (FPR)             | 6 126 433                        | 68,83                            | 5,12                             | 37                               | 3      |               |  |  |
|                                      | Parti démocrate centriste (PDC)              | 6 126 433                        | 68,83                            | 5,12                             | 37                               | 3      |               |  |  |
|                                      | Parti démocratique idéal (PDI)               | 6 126 433                        | 68,83                            | 5,12                             | 37                               | 3      |               |  |  |
|                                      | Parti pour le progrès et la concorde (PPC)   | 6 126 433                        | 68,83                            | 5,12                             | 37                               | 3      |               |  |  |
|                                      | Union démocratique du peuple rwandais (UDPR) | 6 126 433                        | 68,83                            | 5,12                             | 37                               | 3      |               |  |  |
|                                      | Parti libéral (PL)                           | Parti libéral (PL)               | 770 896                          | 8,66                             | 1,46                             | 5      | 1             |  |  |
|                                      | Parti social-démocrate (PSD)                 | Parti social-démocrate (PSD)     | 767 143                          | 8,62                             | 0,18                             | 5      | en stagnation |  |  |
|                                      | Parti démocratique idéal (PDI)               | Parti démocratique idéal (PDI)   | 410 513                          | 4,61                             | N/a                              | 2      | 1             |  |  |
|                                      | Parti vert démocratique (PVDR)               | Parti vert démocratique (PVDR)   | 405 893                          | 4,56                             | 0,01                             | 2      | en stagnation |  |  |
|                                      | Parti social imberakuri (PSI)                | Parti social imberakuri (PSI)    | 401 524                          | 4,51                             | 0,06                             | 2      | en stagnation |  |  |
|                                      | Indépendants                                 | Indépendants                     | 19 051                           | 0,21                             | 0,73                             | 0      | en stagnation |  |  |
|                                      | Membres élus au scrutin indirect             | Membres élus au scrutin indirect | Membres élus au scrutin indirect | Membres élus au scrutin indirect | Membres élus au scrutin indirect | 27     | en stagnation |  |  |
|                                      |                                              |                                  |                                  |                                  |                                  |        |               |  |  |
| Votes valides                        | Votes valides                                | Votes valides                    | 8 901 453                        | 99,93                            |                                  |        |               |  |  |
| Votes blancs et nuls                 | Votes blancs et nuls                         | Votes blancs et nuls             | 6 423                            | 0,07                             |                                  |        |               |  |  |
| Total                                | Total                                        | Total                            | 8 907 876                        | 100                              | –                                | 80     | en stagnation |  |  |
| Abstentions                          | Abstentions                                  | Abstentions                      | 163 281                          | 1,80                             |                                  |        |               |  |  |
| Inscrits / participation             | Inscrits / participation                     | Inscrits / participation         | 9 071 157                        | 98,20                            |                                  |        |               |  |  |

## Analyse
La coalition menée par le Front patriotique rwandais (FPR) du président Paul Kagame arrive à nouveau en tête, la plupart des partis lui étant plus ou moins directement affiliés dans la cadre d'un régime autoritaire. Kagame est lui même réélu pour cinq ans lors de l'élection présidentielle avec 99 % des voix,,.